# Hôpital militaire de Bitche
Pour les articles homonymes, voir Ancien hôpital.
L'hôpital militaire se situe dans la commune française de Bitche et le département de la Moselle.

## Histoire
Le bâtiment est construit à la fin du XVIIIe siècle et est en usage jusqu'en 1939. Occupé de la fin de la guerre jusqu'en 1967 par la mairie, il sert depuis cette date de centre médico-social. 
C'est un bâtiment de plan en U, fermé par un corps de portail, dont le décor est resté en attente. À l'intérieur de l'hôpital se trouve un bas-relief en grès rose représentant Atlas et provenant de la caserne Langlois. L'édifice ainsi que le bas-relief sont inscrits à l'Inventaire topographique de la région Lorraine tandis que la cour, le jardin, la voûte, l'élévation et la toiture sont inscrits au titre des monuments historiques par arrêté du 18 décembre 1991.